# جان میتزویچ
جان آرمند میتزویچ (متولد ۱۹ تیر ۱۳۴۲)، که بیشتر تحت عنوان «سرآشپز جان» شناخته می‌شود، یک سرآشپز آمریکایی، ویدئوبلاگر، و شخصیت یوتیوب است که ویدئوهای آموزش آشپزی را از طریق ویدئوبلاگِ «Food Wishes» و همچنین یک کانال یوتیوبی به همین نام منتشر می‌کند. علاوه بر این، سرآشپز جان کتاب‌های آشپزی الکترونیکی، دستور غذاها، و ویدئوهایی را در شبکه غذای آنلاین «Allrecipes.com» قرار می‌دهد. ویدئوهای آموزش آشپزی او بیش از ۸۷۰ میلیون بار از طریق سایت یوتیوب دیده شده‌اند. او همچنین یک کتاب آموزش آشپزی را با عنوان «محبوب‌های خانواده‌های آمریکایی: بهترین‌های پختِ خانگی» برای انتشارات پاراگون نوشته است. در سال ۱۳۹۰ او جایزه‌ی «بهترین آشپز خانگی در یک سریال» را از تلویزیون Taste TV دریافت کرد.

## حرفه
جان میتزویچ در سال ۱۳۶۲ از کالج پاول اسمیت نیویورک از تحصیل فارغ شد. او مدرک کاردانی علوم کاربردی در هنرهای آشپزی/آموزش سرآشپزی را با افتخارات دریافت کرد. او همچنین به عنوان «دانشجوی برجسته آموزش سرآشپزی» در سال ۱۳۶۲ انتخاب شد. او اکثر موقعیت‌های شغلی در صنایع غذایی را عهده‌دار بوده است که از آن جمله می‌توان به «سوف‌آشپز در Carnelian Room»، «سوف‌آشپز در کافه Ryan»، و «آشپز غذاهای سرد در اپرای سان فرانسیسکو» اشاره کرد. سرآشپز جان قبل از اینکه به آموزش آنلاین آشپزی مشغول شود به مدت پنج سال در آموزشگاه آشپزی کالیفرنیا در سانفرانسیسکو به عنوان مدرس حضور داشت.

## یوتیوب
تقریباً بر خلاف اکثر نویسندگان آموزش غذاهای اینترنتی، دستور غذاهای میتزویچ به دو قسمت تقسیم شده‌اند: (۱) پست وبلاگ و (۲) ویدئوی یوتیوب. او مقدار دقیق مواد اولیه و اطلاعات پیش‌زمینه در مورد دستور غذا را در وبلاگش قرار می‌دهد ولی روش اجرای دستور غذا را در وبلاگ توضیح نمی‌دهد. به جای آن، روش اجرا از طریق یک ویدئو در یوتیوب نمایش داده می‌شود که در این ویدیو دیگر به مقدار دقیق مواد اولیه اشاره نمی‌شود. تا مرداد ۱۴۰۰، کانال یوتیوب میتزویچ بیش از ۴ میلیون مشترک دارد که منجر به بیش از ۸۷۰ میلیون بازدید شده‌اند. میتزویچ یک قرارداد همکاری تولید محتوا با یوتیوب دارد.

## سبک و روش
یکی از وجوه تمایز ویدئوهای یوتیوب میتزویچ با دیگران، روش فیلمبرداری او است. او عمداً از خودش تصویری نمی‌گیرد و تنها از ظروف، مواد اولیه، و دستانش فیلم می‌گیرد. سپس، او صدای خودش را ضبط می‌کند و کارهایی که در ویدئو انجام می‌دهد را توضیح می‌دهد و آن را بر روی ویدئو میکس می‌کند.
یکی از وجوه منحصر به فرد بسیاری از دستور غذاهای میتزویچ اضافه کردن پودر فلفل هندی است. او اثر افزودن این ادویه را به‌صورت «مقداری تندی بیشتر و نمایش مزه منحصر به فرد غذا» توصیف می‌کند.